# Коронадит
Коронадит — мінерал. Провідний член групи голандиту, сімейства тектоманганатів з туннельною структурою 2 х 2. Мінерал був названий на честь Франсиско Васкес де Коронадо, дослідника південного заходу США. Назва придумав Вальдемар Ліндгрен в 1905 році.

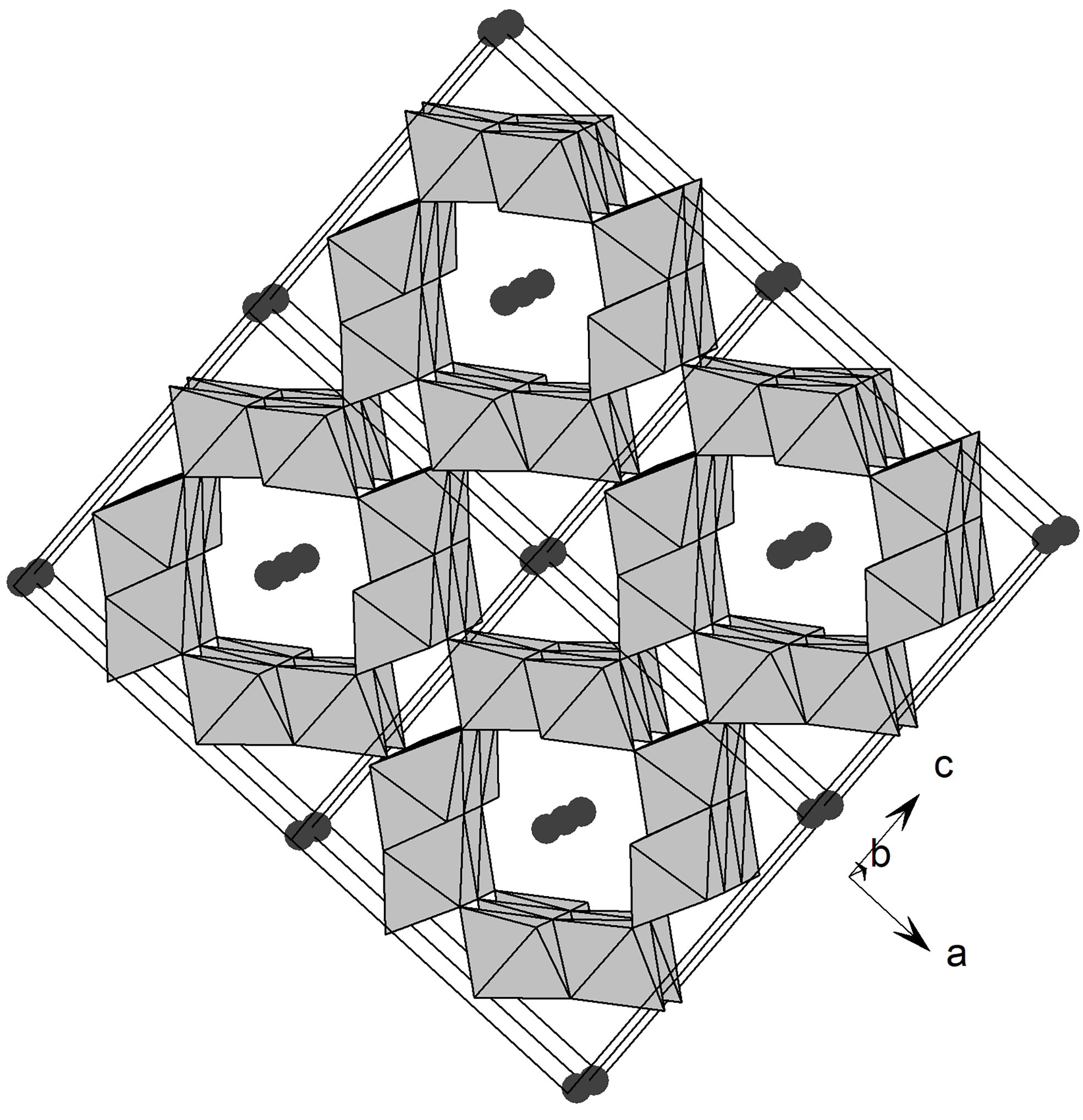
Багатогранне зображення тунельної структури коронадиту 2 х 2. Чорні атоми представляють Pb.